# Across the Pacific (film 1914)
Across the Pacific è un film muto del 1914 diretto da Edwin Carewe, un attore che, con questo film, si cimentò per la prima volta nella regia.
Il soggetto, tratto dal lavoro di Blaney, verrà ripreso in parte nel 1926 con un altro Across the Pacific, diretto da Roy Del Ruth.

## Trama
La piccola Elsie, l'unica superstite degli Escott, una famiglia di pionieri massacrati dagli indiani, viene salvata dal giovane tenente Joe Lanier che porta la bambina da sua madre. Lanier, lasciato l'esercito, lavora nelle miniere, trovandovi la fortuna. Con l'andare degli anni, Elsie è diventata ormai una donna e Joe si innamora della ragazza. Ma Elsie si lascia affascinare da un nuovo arrivato, il bel Bob Stanton, provocando la gelosia di Joe.
Allo scoppio della guerra ispano-americana, Joe lascia il paese per arruolarsi e viene mandato nelle Filippine. Elsie, che era scappata con Stanton, si rende conto che questi è un donnaiolo e lo lascia. Capisce ora che il suo vero amore è Joe: travestita da uomo, Elsie finge di essere un soldato e, aiutata da Willie Live, un corrispondente di guerra, parte pure lei per le Filippine. Lì, viene incaricata da un ufficiale di portare un importante messaggio alla compagnia di Joe. La ragazza riesce a penetrare le linee nemiche e a compiere la sua missione, salvando gli uomini della compagnia e il suo Joe.

## Produzione
Il film fu prodotto dalla Charles E. Blaney Productions e dalla Premiere Feature Film Co.

## Distribuzione
Distribuita dalla World Film, la pellicola - presentata da Eugene Cline - uscì nelle sale cinematografiche statunitensi il 2 novembre 1914.